# El Cuarteto de Nos
El Cuarteto de Nos o estilitzat com a Cuarteto de Nos, és un grup uruguaià de rock alternatiu i rap rock amb elements pop, electrònics i còmics, format el 1984 a Montevideo, Uruguai.

## Història

### Antecedents
La idea d'El Cuarteto de Nos ve molt abans que voler fer música. Els germans Musso (Roberto i Ricardo) jugaven a crear una ciutat imaginària anomenada "Tajo", amb tots els poetes i personatges que després es convertirien en els protagonistes de les seves cançons. Després es va sumar Santiago Tavella en el baix.
Anys després, la banda composta pels tres tocava principalment, en l'ambient universitari, covers dels Beatles i música instrumental, ja que sentien que el que ells escrivien era música que no interessaria. Inspirats per un xou que van veure de Leo Maslíah, van decidir començar a tocar les seves cançons ja incorporant lletres plenes d'humor àcid.

### Inicis artístics
Gràcies a diverses presentacions en diversos teatres de Montevideo, entre ells Teatre L'Embull, on van donar el seu primer recital com El Cuarteto de Nos, la discogràfica Ayuí els proposa gravar el seu primer àlbum que seria compartit amb Alberto Wolf. La proposta és acceptada i l'any 1984 El Cuarteto de Nos / Alberto Wolf surt a la llum, amb sis cançons d'Alberto Wolf i altres sis d'ells.
En 1985 van pujar per primera vegada a un escenari, situat en la fira de Villa Biarritz amb paper d'alumini a les cames i globus subjectes al cap, generant interès en el públic.
Des d'aquesta època l'originalitat dels seus múltiples xous ha donat els seus fruits i tenen una àmplia llista de seguidors de totes les edats.

### Primers discs
Soy una Arveja, el seu primer LP, sortí a la venta en 1986 i es presenta el mateix any al teatre El Galpón, on fan oficials les disfresses d'anciana (referits al tema undècim del mateix disc). Aquestes disfresses varen ser emprades en innombrables presentacions. Aquest disc va ser reeditat en CD en 2008.
"Soy una Arveja" conté catorze cançons, i compta amb un so molt més sòlid que l'anterior disc, ja que s'incorporen les guitarres elèctriques. Les lletres es porten a un extrem molt més incomode i surrealista. A més es fan les primeres referències a la ciutat imaginària de Tajo.
Realitzen el seu primer cicle d'actuacions Homenaje a Cuarteto de Nos en 1988, en El Tinglado mentre graven Emilio García, el seu següent disc. El nom del LP fa referència al mànager imaginari que la banda tenia en aquesta època. "Emilio García" parteix des de la mateixa estructura que "Sóc una Arveja", tant en so com en les lletres. La presentació d'aquest disc es realitza en un cicle en el Teatre del Notariado, on "Los Bedronclos" i "Tuquito y sus Cowboys" (paròdies realitzades per ells mateixos) actuen de teloners.
En 1989, recorren el país amb les seves presentacions i al desembre de 1991 es presenten per primera vegada a l'Argentina en la Segunda Biennal del Arte Joven.
La gravació del seu següent disc Canciones del corazón comença en 1990, al mateix temps que es presentava un cicle a La Tramoya i un altre al teatre del Notariado. Aquest disc fou editat per Orfeo l'any següent, i fou un dels més importants de la seva carrera fins al moment, donat que conté alguns dels majors èxits fins al dia d'avui com Siempre que escucho al Cuarteto, Corazón Maricón i Al cielo no. El so és molt més divers i experimental que en els seus anteriors (per exemple experimenten amb ritmes com la cumbia), així com algunes lletres com la de La Familia Berrantes o Tabaré That's Right, comencen a prendre una nova direcció que acabaria de germinar al seu següent disc.

### La inesperada popularitat
En 1994, es publica Otra navidad en las trincheras, que és immediatament acceptat pel públic i la premsa. El CD, obté per la venda de premis, quàdruple disc de platí a l'Uruguai i és, encara actualment, el disc de rock més venut en la història del país. Aquest àlbum destaca musicalment per la seva amplitud: apareixen barrejats la salsa, el rock, l'electrònica, gairebé tot en clau de burla, les lletres no són tan surrealistes com en els seus anteriors àlbums, sinó que tot allò àcid i sarcàstic va per la via del que és políticament incorrecte.
Alguns dels seus majors èxits van ser: «Sólo un rumor», «Eres una chica muy bonita», «Soy un capón», «Bo cartero» (una versió lliure del tema «Please Mr. Postman»), «El putón del barrio» i «Me agarré el pitito con el cierre».
El disc els genera una gran popularitat malgrat la gairebé inexistència del grup a nivell de mitjans massius. Toquen per primera vegada en el Teatro de Verano de Montevideo, davant cinc mil persones. També un recital en Piriápolis davant deu mil persones.
El grup es pren de broma el seu èxit i en el disc editat en 1995 ho criden Barranca abajo. Aquest disc destaca per ser més fosc en el musical que els seus predecessors, fent-se d'alguns estil com el punk, entre les cançons més destacades estan «Vino en mi Jeringa», «No me puedo mover», «Barranca Abajo» i «El diablo en mi corazón».
Aprofitant l'èxit generat per Un altre nadal en les trinxeres, és llançat en 1995 La misma porquería, una recopilació de les cançons més populars del seu segon, tercer i quart disc.

### La cançó de la polèmica
En 1996, el grup va publicar el seu nou àlbum, titulat El tren bala. La primera cançó del disc conté el tema que va provocar una polèmica molt gran amb el grup, aquest va ser El día que Artigas se emborrachó, per la qual el Ministeri d'Educació i Cultura de l'Uruguai va fer l'any 1996 una denúncia penal a la justícia al entendre que es difamava el pare fundador nacional de l'Uruguai, José Gervasio Artigas.
El judici finalment va quedar nul, perquè el fiscal va entendre que no s'havia comès cap delicte. Després van intentar que jutgés la justícia militar en plena democràcia, perquè es creia que vilipendiaba la bandera d'Artigas. Finalment el INAME (actual INAU) va prohibir que el disc es vengués per a menors de 18 anys i no es podia radiar en l'horari de protecció al menor. Va ser l'únic cas d'intent de censura a Uruguai d'un tema musical després de la tornada de la democràcia en 1985.
Després d'això, la popularitat del grup cau una mica. El seu següent àlbum va ser Revista Ésta (1998), en el qual totes les cançons representen una notícia i el llibret del disc representa una revista de la premsa sensacionalista, conté cançons com "Ya te vas a mejorar" i "Yo soy Alvin, el batero" (on parodien al bateria). Revista Ésta, és molt més rock que qualsevol dels seus anteriors però encara no és capaç de tenir un so ni lineal ni continuat.
Els mateixos passos va seguir Cortamambo (2000), hi ha moltes cançons que tracten sobre temes "polèmics" i sostenen opinions vistes com a incorrectes, exemples són: «Maten a las ballenas», «No somos latinos», «La pequeña Lety», «La guerra de Gardel», «Cristo te odia», etc. i conté èxits com «Necesito una mujer» i «Me amo». En aquest disc Riki es va allunyar al voltant d'uns mesos, a causa d'un desacord que va tenir amb l'art de la portada del disc, però va tornar en ser convençut pel seu germà.

### La tornada a la popularitat
En 2004 és editat El Cuarteto de Nos. El disc comptava amb divuit temes: tres temes nous: («No quiero ser normal», «Fui yo» i «Hay que comer») i quinze reversions de temes vells. Les noves versions estan molt més properes al gènere rock que les originals. La producció de Juan Campodónico (ex-Peyote Asesino) és fonamental per a l'èxit del disc, aconseguint que el disc soni veritablement bé i per fi lineal.
Aquest disc aconsegueix posar al grup novament dins dels més escoltats del país i aconsegueix a més atreure l'atenció de certes parts de l'exterior. Una mostra de l'èxit és el seu festeig dels 21 anys del grup (en 2005), quan omplen algunes sales de teatre de l'Uruguai en diverses oportunitats.

### Trilogia Raro

#### Raro

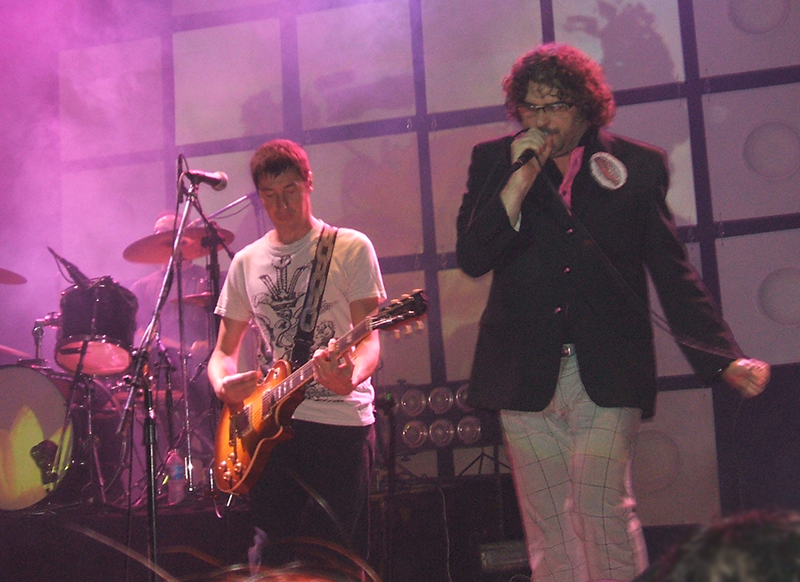
Cuarteto de Nos donant un concert a Buenos Aires en 2008.

La popularitat del grup es veu encara més incrementada amb la sortida del disc Raro l'any 2006. Musicalment segueix la mateixa estructura que el disc El Cuarteto de Nos, és a dir, un rock més distorsionat que en els seus començaments. Aquest disc també va ser produït per Campodónico. Conté 12 cançons (dues de Santiago Tavella, una de Ricardo Musso i nou de Roberto Musso).
El que crida l'atenció d'aquest disc són les lletres, començant a ser més llargues i rapejades, amb jocs de paraules portats fins a l'obsessiu i lletres, que si bé són sarcàstiques i àcides, són més versemblants, serioses i reflexives que en els seus discos anteriors. Barrejant el rock amb el Hip-hop i el Rap, van crear una manera de composició que els caracteritzaria des d'aquest disc fins a l'actualitat. Conté els seus més grans èxits com «Yendo a la casa de Damián» (cançó que va ser nominada en el 2007 al Grammy Llatí), «Pobre Papá», «Ya no sé qué hacer conmigo» i «Invierno del 92'»
En el 2007, El Quartet de Nos va promocionant el seu últim treball per tot el continent, realitzant presentacions tant en el Festival Vive Latino a Mèxic, com en els festivals Rock al Parque a Colòmbia i Quito Fest a Equador.
En el 2008, participen en el Pepsi Music 2008, un enorme festival de l'Argentina, al costat d'altres grans bandes i solistes. En la segona meitat de l'any anuncien el seu nou disc el qual sortiria entre març i els primers dies d'abril.

#### Partida de Riki Musso i llançament deBipolar
El dia 27 de maig de 2009, durant la producció de Bipolar, va transcendir que Ricardo Musso mantindria diferències artístiques i administratives amb el camí que havia pres la banda. Majareta Produccions, que s'encarrega de la gestió i la comunicació del grup, hauria informat que la banda "no se separa ni es dissol" però que sofrirà "un canvi d'estructura". El baixista de la banda Santiago Tavella, va declarar: "El Cuarteto de Nos no se separa, però Riki Musso se'n va".
En vista del llançament de Bipolar, planificat finalment per als primers dies de juny, Tavella va aclarir: "Ja estem veient a una altra gent per reemplaçar a Riki, perquè Bipolar és un disc molt sofisticat. La idea és fer una espècie de canvi que inclouria a dues persones més, si bé encara no tenim gaire definit a qui". Amb la sortida de Riki Musso, s'adheriren dos nous instrumentistes a la banda: Gustavo "Topo" Antuña (de Buenos Muchachos) toca la guitarra en reemplaçament de Riki i Santiago Marrero en teclats.
El disc Bipolar, el qual segueix el que Raro va començar, musicalment es destaca per ser molt més (a comparació de Raro) electrònic, les lletres en aquest disc es fiquen de ple en el gènere Rap i que no expliquen històries, sinó que descriuen personalitats molt fortes (d'aquí el títol). El disc porta dotze cançons (igual que en l'anterior disc: una de Riki, dues de Santiago i nou de Roberto) i en aquestes cançons està «El hijo de Hernández» que seria el nou hit de la banda, a més d'uns altres hits com «Miguel gritar» i la nova versió de «Me amo». Bipolar els faria tan coneguts en tota Llatinoamèrica que serien convidats a molts festivals de diversos països. El disc compta amb la producció de Campodónico.
L'any 2010, el grup dona un concert per primera vegada al Palacio del Boxeo a l'Argentina, conegut com el Luna Park.
El xou va comptar amb la participació de Fernando Santullo en «Mírenme», i al productor de la banda, Juan Campodónico en «El Hijo de Hernández» i «Yendo a la casa de Damián».
Altres importants actuacions van ser a la festa de Nem Catacoa a Colòmbia els dies 9 i 10 d'octubre, on va participar en Green Day, Jamiroquai, The Bravery i Don Tetto, entre d'altres. També en 2010 van ser convidats al Cosquin Rock i en 2011 van tornar a la Pepsi Music.

#### Porfiado
Porfiado conté 12 cançons. Deu dels temes que van ser escrits per la principal compositor, el cantant Roberto Musso, i dos pel baixista Santiago Tavella. Aquest és el primer disc que van gravar el 5 membres que componen la nova alineació de la banda.
Segons Roberto Musso Porfiado completa la trilogia que va començar amb Raro i va continuar en Bipolar, però té una vida pròpia. "És el millor dels Raro i Bipolar però modernitzat", els personatges del disc estan obsessionats, amb objectius entre cella i cella, però també obstinats i negatius d'una manera innocent, amb lletres molt més ambigues, són raps més curts i més cantats, explorant llocs mai trepitjat per la banda fins al moment del vessant emocional, deixant completament de banda, en diverses cançons l'humor, però sense eliminar la marca de l'aigua que el grup portava: la ironia. Parlant del so, aconsegueix l'equilibri entre l'electrònica, el pop, el rock i, portant-lo al nivell de l'actual vegades (fins i tot s'anima amb una tornada amb una exagerada auto-tune).
Porfiado va ser masteritzat a Los Angeles i va sortir a la venda sota el segell Warner a Uruguai, Argentina i Xile simultàniament el 25 d'abril de 2012, i a partir d'aquesta data en altres països com Espanya, Mèxic i Brasil.
A més es van presentar per segona vegada en l'estadi Lluna Park (Buenos Aires), el 22 de juny de 2012, amb un estadi ple. Després també van realitzar altres xous a l'interior del país i a Uruguai, on van fer dues presentacions amb entrades esgotades en el Teatro de Verano. Al seu torn, "Porfiado" s'ha presentat en altres països de Llatinoamèrica com Perú, Colòmbia, Veneçuela, Mèxic o Brasil.
El dijous 15 de novembre, la banda s'ha traslladat a Las Vegas per dues nominacions al Grammy Llatins edició 2012 (Millor disc pop rock - Porfiado i Millor cançó rock - "Cuando sea grande"). El Cuarteto de Nos va aconseguir guanyar tots dos premis, convertint-se en la primera banda uruguaiana a guanyar un Grammy llatí dins del gènere rock.
Dia 9 d'abril de 2013, "El Cuarteto de Nos" va estrenar la cançó "Un poco de acción", un jingle encarregat per la ràdio argentina Rock&Pop, composta per Roberto Musso, que, inspirat en el nom de l'emissora de ràdio, barreja de sons del rock i el pop en el tema, deixant el segell característic en ell de les rimes continuades. El 17 de maig, de la mateixa es va posar en marxa la sèrie-web Cuarteto vs Cuartetitos, que explica la història de com els alter-ego de la banda (amb la forma de ninots), anomenats "Macacos", prenen vida i l'intent d'usurpar les seves posicions. El 31 de maig, la banda va fer la seva tercera presentació a la Luna Park, amb una renovada proposta en el conjunt de la llista, re-cobrint alguns vells clàssics i que va culminar en la mateixa mostra la història de "Los Cuartetitos".
"El Cuarteto de Nos" es va presentar per primera vegada en la seva història en el Velòdrom Municipal de Montevideo el 27 d'octubre, continuant la sèrie Cuarteto vs Cuartetitos amb una segona temporada de la sèrie-web, per finalitzar la gira del disc Porfiado. Després de tenir un estiu (en 2014) replet de tocs en diversos festivals de, principalment, Uruguai i Argentina, la banda va fer un altre jingle per a un altre programa de radi anomenat 10 años no es nada, encarregat per al programa Segunda Pelota com a celebració als seus deu anys d'estar a l'aire. La banda va fer dos concerts en ´La Trastienda (Uruguai) el 8 i 9 de maig, amb localitats esgotades, mentre que a Argentina van fer el seu primer xou en el Gran Rex (Argentina) el 17 d'aquest mateix mes, esgotat també, a manera de celebració dels 30 anys del grup, un tancament final per a la trilogia de Rar, Bipolar i Porfiado, i una revisió als temes més antics que va sorprendre als "fanàtics Old School".

### Habla tu espejo
Habla tu espejo va sortir a la venda el 15 d'octubre de 2014 produït, com els seus precedents, per Juan Campodónico i sota el segell de Warner Music. És el segon CD gravat per la nova alineació de cinc integrants.
Aquest àlbum estableix un nou camí en la composició de les lletres i la música, que són guiats cap a un costat més personal, emocional, deixant l'humor darrere, i amb un so més pop, amb arranjaments sofisticats, davant d'una faceta més melòdica encara sense abandonar la ironia i el rap de les lletres.
L'àlbum conté deu temes: «Cómo pasa el tiempo», «El aprendiz», «No llora» (dedicada per Roberto Musso a la seva filla Federica), «De hielo», «Roberto», «21 de septiembre» (dedicada per Roberto Musso a la seva mare amb Alzheimer i a la seva àvia que també en va tenir. El nom de la cançó fa referència al dia internacional d'aquesta malaltia), «Whisky en Uruguay» (versió de Santiago Tavella de la cançó irlandesa «Whiskey in the jar» i potser el tema més humorístic del disc), «Habla tu espejo», «Caminamos» y «Un problema menos».

### Apocalipsis Zombi
El nou àlbum d'estudi de la banda, Apocalipsis Zombi, va sortir a la venda el 12 de maig de 2017, i és el primer a ser produït pel músic argentí Cachorro López (ex integrant de Los Abuelos de la Nada) i sota el segell de Sony Music Argentina. És el tercer CD gravat per la nova alineació de cinc integrants.
El disc tracta una sort de bestiari, un catàleg de criatures estranyes i personatges ficcionals. Segons comenta Roberto Musso, l'únic compositor del disc, l'apartat líric entrarà en el gènere de "realitat fantasiosa", ja que explora tòpics del món real a través d'aquests éssers entre els quals hi haurà zombis, gauchos amb superpoders, bèsties convertides en humans, homes invisibles, etc. Quant a allò musical, és un gènere més melòdic i rítmic, amb un so menys net, rescatant el natural dels enregistraments, cosa que s'havia perdut en els seus últims treballs.
Abans de la sortida d'Apocalipsis zombi es van avançar dues cançons, «Invisible», en el marc del tancament de la gira que presentava «Habla tu espejo», i el primer single, «Gaucho Power», el llançament del qual va tenir lloc al costat del seu videoclip el dia 17 de febrer. El segon single va ser el tema homònim de l'àlbum i va anar de domini públic a l'abril de 2017.

## Integrants

### Formació actual
- Roberto Musso - Veu, guitarra rítmica (1984-present)
- Álvaro "Alvin" Pintos - Bateria (1985-present)
- Gustavo "Topo" Antuña - Guitarra solista (2009-present)
- Santiago Marrero - Teclats, baix (2009-present)

### Ex integrants
- Ricardo "Riki" Musso - Guitarra solista (1984-2009)
- Santiago Tavella - Baix, veu (1984-2024)
- Andrés Bedó - Teclat (1984-1988)
- Leonardo Baroncini - Bateria (1984-1985)

## Discografia
- El Cuarteto de Nos / Alberto Wolf (compartit amb Alberto Wolf. Ayuí / Tacuabé a/e44k., 1984)
- Soy una arveja (Orfeo SULP 90856, 1986)
- Emilio García (Orfeo, 1988)
- Canciones del corazón (Orfeo 91106-4, 1991)
- Otra navidad en las trincheras (Ayuí / Tacuabé ae126cd, 1994)
- Barranca abajo (Ayuí / Tacuabé ae141cd, 1995)
- El tren bala (Manzana verde, 1996)
- Revista ¡¡Ésta!! (BMG, 1998)
- Cortamambo (Koala records, 2000)
- El Cuarteto de Nos (Bizarro Records 3126-2, 2004)
- Raro (Bizarro Records 3476-2, 2006)
- Bipolar (Warner Music, 2009)
- Lo mejor de El Cuarteto de Nos (Batacazo Records 4465-2, 2010)[9]
- Porfiado (Warner Music, 2012)
- Habla tu espejo (Warner Music, 2014)[10]
- Apocalipsis Zombi (Sony Music, 2017)
- Jueves (Sony Music, 2019)
- Lámina Once (Porfiado Records, 2022)
- Puertas (Altafonte, 2025)

### Reedicions
- El tren bala (Koala Records. 2001)
- Soy una arveja (Bizarro Records. 2008)
- El Cuarteto de Nos / Alberto Wolf (Ayui A/E 44 CD. 2014)

## Videografia
| Any  | Videoclip                                           |
| ---- | --------------------------------------------------- |
| 1988 | No me rompas más los cocos                          |
| 1994 | Bo cartero                                          |
| 1995 | No me puedo mover Barranca abajo Vino en mi jeringa |
| 1996 | El payaso Carambola                                 |
| 1998 | Ya te vas a mejorar                                 |
| 2000 | Necesito una mujer                                  |
| 2006 | Yendo a la casa de Damián                           |
| 2007 | Ya no sé qué hacer conmigo Invierno del 92          |
| 2008 | Pobre papá                                          |
| 2009 | El hijo de Hernández                                |
| 2010 | Me amo                                              |
| 2011 | Miguel Gritar                                       |
| 2012 | Cuando sea grande                                   |
| 2012 | Buen día, Benito                                    |
| 2014 | No llora                                            |
| 2015 | Roberto                                             |
| 2016 | Cómo pasa el tiempo                                 |
| 2017 | Gaucho Power                                        |
| 2017 | Apocalipsis Zombi                                   |
| 2017 | Invisible                                           |

## Premis
Nominacions:
- Millor Disseny de portada
- Millor Tema de l'any «Yendo a la casa de Damián» (guanyat).
- Millor Videoclip (per «Yendo a la casa de Damián»)
- Millor Disc de l'any Raro
- Millor grup
- Millor Compositor de l'any (Roberto Musso)
- Millor productor de l'any (Roberto Musso)

### Bipolar
Nominacions:
- Millor productor: Juan Campodónico (Bipolar)
- Millor compositor: Roberto Musso (Bipolar)
- Millor àlbum pop rock
- Millor Tema de l'any («El hijo de Hernández»). (guanyat).
- Millor àlbum de l'any

Nominacions al Grammy Latino:
- Millor àlbum pop/rock. (Guanyat).
- Millor Tema de rock - «Cuando sea grande». (Guanyat)

Tots dos premis van ser guanyats el 15 de novembre de 2012, convertint-se així la banda en els primers artistes uruguaians a guanyar un premi d'aquesta índole per al gènere rock.
Nominació als Premis Iris 2013:
- Banda de l'any. (guanyat).

Nominació als Premios Gardel 2013:
- Millor àlbum grup de rock.

Nominacions als Premios Grafiti 2013:
- Millor àlbum pop. (Ganyet).
- Millor àlbum rock.
- Àlbum de l'any. (Guanyat). (Vot popular).
- Millor videoclip - Buenn dia Benito.
- Millor compositor - Roberto Musso.
- Millor productor - Juan Campodónico.
- Millor tema de l'any - Cuando sea grande. (Bestiar).

Aquí a més dels tres premis guanyats, es van portar un reconeixement sumat a un petit homenatge amb una re-versió de «Ya no sé qué hacer conmigo» a hip-hop.

### "Habla tu espejo"
Nominacions al Grammy Llatins
- Millor Àlbum Pop/Rock
- Millor Cançó Alternativa, "No llora"